# Laguna Chica, Zongolica
Laguna Chica är en ort i Mexiko.   Den ligger i kommunen Zongolica och delstaten Veracruz, i den sydöstra delen av landet, 240 km öster om huvudstaden Mexico City. Laguna Chica ligger 1 127 meter över havet och antalet invånare är 148.
Terrängen runt Laguna Chica är kuperad åt sydost, men åt nordväst är den bergig. Terrängen runt Laguna Chica sluttar österut. Runt Laguna Chica är det ganska tätbefolkat, med 155 invånare per kvadratkilometer. Närmaste större samhälle är Córdoba, 18,8 km norr om Laguna Chica. I omgivningarna runt Laguna Chica växer i huvudsak städsegrön lövskog.